# 張穎
張　穎（ちょう　えい、 Zhang Ying、 1970年5月28日-) は中国出身の柔道選手。現役時代は72kg超級の選手。身長188cm。体重110kg。

## 人物
1989年の世界選手権では無差別で3位になった。1990年のアジア大会では72kg超級で優勝を飾った。1991年の世界選手権では韓国の文祉允に一本背負投の有効で敗れて2位だった。1992年のバルセロナオリンピックには国内に無差別世界チャンピオンの荘暁岩がいたために出場できなかった。1992年の福岡国際無差別では決勝で同僚の喬艶敏と対戦するものの、張が朽木倒の動作を見せると喬が勝手に倒れこんでそれが有効となると、寝技では喬が自ら仰向けの態勢になって張に袈裟固で抑えこまれるなど八百長と疑われるに充分な無気力試合が展開されて、場内からもブーイングが巻き起こる事態となった。1994年のアジア大会では2連覇を飾った。1995年の世界選手権では、決勝でオランダのアンヘリク・セリーゼに判定で敗れて2位に終わった。翌年のアトランタオリンピックには世界選手権無差別2位の孫福明に国内予選で敗れて出場できずに終わった。巨体を活かした大外刈や払巻込、さらには朽木倒などを得意にしていた。

## 主な戦績
(階級表記のない大会は全て72kg超級での成績)
- 1987年 - 福岡国際　2位
- 1989年 - 世界選手権　無差別　3位
- 1989年 - 福岡国際　72kg超級　3位　無差別　3位
- 1990年 - アジア大会　優勝
- 1990年 - 福岡国際　72kg超級　優勝　無差別　2位
- 1991年 - 世界選手権　2位
- 1991年 - 福岡国際　72kg超級　2位　無差別　2位
- 1992年 - 福岡国際　無差別　優勝
- 1994年 - アジア大会　優勝
- 1994年 - 福岡国際　無差別　3位
- 1995年 - オーストリア国際　優勝
- 1995年 - ドイツ国際　3位
- 1995年 - 世界選手権　2位